# فانتوم بلوت
فانتوم بلوت أو الشبح الأسود (بالإنجليزية: Phantom Blot)‏ ، هو شخصية خيالية يرتدي العباءة السوداء، وهو عدو ميكي ماوس.